# 幻想曲 (电影)
《幻想曲》（英語：Fantasia）是華特迪士尼公司1940年製作的一部美國動畫音乐动画片，屬多段式電影。迪士尼經典動畫長片系列第3部作品。这部影片主要由八部古典音乐组成，演奏者是费城交响乐团，指挥是列奥波尔德·斯托科夫斯基。配合音乐的动画的内容有些是抽象性的图像，有些則是故事性的。影片中某些部分还用了斯托科夫斯基和交响乐团的現場演奏實際畫面。迪姆斯·泰勒在影片中擔任主講人。
華特·迪士尼在1938年確定了這部電影的概念，因為《魔法師的學徒》的動畫接近完成，最初該部一部精心製作的交響曲卡通，旨在讓人氣下降的米奇老鼠有捲土重來的機會。由於製作成本超過了這部短片的收入，因此迪斯尼決定將其納入一部由斯托科夫斯基和泰勒合作多段經典作品的長篇電影。配樂是使用多個音頻通道錄製的，並使用Fantasound複製，這是由迪士尼和RCA開發的開創性音響系統，使《幻想曲》成為第一部以立體聲播放的商業電影和環繞聲的先驅。
《幻想曲》最初是在1940年至1941年間在美國13個城市舉行的一場戲劇路演中上映；第一次開始於1940年11月13日在紐約市的百老匯劇院。雖然受到評論家的好評，但由於第二次世界大戰的爆發切斷了對歐洲市場的發行，使得電影的高昂製作成本，以及為路演演示建造Fantasound設備和租賃影院的費用。自 1942 年以來，這部電影已由雷電華電影和博偉發行公司多次重新發行，其原始鏡頭和音頻在每個版本中都被刪除、修改或恢復。經通脹調整後，《幻想曲》是美國有史以來票房第23高的電影。
《幻想曲》系列已經發展到包括遊戲、樂園景點和現場音樂會，1999年，華特的侄子洛伊·愛德華·迪士尼聯合製作了續集《幻想曲2000》。1998 年，美國電影協會將其列為100年 第 58位最偉大的美國電影和10大名單中的第五大動畫電影。1990年，《幻想曲》被國家影片登記表選中保存於國會圖書館，因為該部電影「具有文化、歷史或美學意義。」

## 劇情段落
電影的七個段落是：
- 约翰·塞巴斯蒂安·巴赫——d小调触技与赋格曲（斯托科夫斯基将它改写为交响乐团演奏，动画内容是抽象图片）
- 彼得·伊里奇·柴科夫斯基——胡桃鉗 组曲（动画内容是仙子、蘑菇、鱼等的舞蹈）
- 保罗·杜卡——魔术师的学徒（动画内容是米老鼠作为魔术师的学徒）
- 伊戈尔·费奥多罗维奇·斯特拉文斯基——春之祭（动画内容是地球的誕生、生物演化、恐龙的出現及其灭绝）
- 路德维希·范·贝多芬——田园交响曲（动画内容是希腊神话中人马等奇幻生物的故事）
- 阿米尔凯尔·庞契埃利（英语：Amilcare Ponchielli）——时辰之舞（英语：Dance of the Hours）（动画内容是大象、鸵鸟、河马、鳄鱼等跳芭蕾舞）
- 影片的最后一部分由两个作品连接而成：
  - 莫杰斯特·彼得罗维奇·穆索尔斯基——荒山之夜（魔神在夜晚狂欢，直到黎明到来）
  - 弗朗茨·舒伯特——圣母颂（僧侣在晨靄中游行）

影片中使用的音乐大多数是标题音乐。不过影片中的情节一般与音乐本身的情节不同。比如斯特拉文斯基的音乐中本来是基督化前俄罗斯先人的舞蹈，而不是恐龙的舞蹈。贝多芬本来是描写奥地利农村的景象，而不是古希腊神话。舒伯特的歌本来是钢琴伴奏的独唱，其歌词本来是德语的。这首歌后来才被改为拉丁语。只有杜卡的音乐与原来的故事相同。杜卡用音乐来描写约翰·沃尔夫冈·歌德的一首诗。也有人认为杜卡的这段音乐是影片中最成功的一段。后来在幻想曲2000中这一段被再次使用。

### 魔术师的学徒
魔术师的学徒也是这部影片中最早被拍摄的一段。1930年代末，米老鼠的观众越来越少了，迪士尼於是制造了唐老鸭的动画。此外這时还有人想与迪士尼竞争，迪士尼公司的内部开始产生了是否继续米老鼠系列的争论。米老鼠是华特·迪士尼心爱的创作，因此他不愿放弃它。华特·迪士尼为此创造了《魔术师的学徒》，这部片子除了杜卡的音乐外什么其它的声音也没有。
1938年《魔术师的学徒》开始拍摄时，华特·迪士尼偶然在好莱坞的一家酒店里遇到斯托科夫斯基。斯托科夫斯基说，他愿意与旧金山最好的100位音乐家，一起为《魔术师的学徒》无偿配音。
《魔术师的学徒》是华特·迪士尼公司到那時为止最复杂的动画片。米老鼠被重新设计，使他的形象更加充实：他的眼睛第一次有眼珠。从配色、式样到角色的动作和速度，可以看出这部片是精心制作的。
这一切使得这部片子的造价非常昂贵，花了12.5万美元。华特知道他这个本他赚不回来了。（对比：迪士尼公司此时的动画片的造价平均是4万美元，比其它公司的造价高一万美元，迪士尼公司到此为止最赚钱的电影是1933年的《三只小猪》，赚6万美元。）他听从斯托科夫斯基的建议把原来的《魔术师的学徒》扩展为一个音乐系列，而《魔术师的学徒》则是其中的一段。为了提供一致性和解释，斯托科夫斯基和音乐评论家迪姆斯·泰勒被聘在每个小段的开始做一个引子。一开始这部片子的名字是“音乐会”，斯托科夫斯基建议将它称为幻想曲，这是片名的来源。
此外，在2010年電影魔法師的學徒中有其中一小段仿造了此劇情

### 幻声
斯托科夫斯基是费城交响乐团的指挥，与这个乐团一起他为剩下的六段配了音。在配音的初期华特也在场，他对交响乐团的演奏非常满意，但当他后来听到录音的结果时他大为失望。他觉得录音效果声音太轻，没有活力。因此他让工程师找一个更好的录音方式。他的工程师发明了多通道录音，他们将这个录音方式称为“幻声”。使幻想曲成为世界上第一部立体声商业电影。
华特是一个喜欢试验新东西的人，他本来想将幻想曲拍成宽银幕，在播放《胡桃夹子组曲》时在电影院里喷不同的香水，但这些计划后来都没有实现。

### 其他部分的创造和内容
1939年初《魔术师的学徒》基本完工，幻想曲的其他部分开始开工，这些部分与《魔术师的学徒》一样精心制作：
- 《D小调触技曲与赋格曲》的动画部分完全是抽象的，其初始的灵感来自于德国抽象动画作家奥斯卡·费辛杰。费辛杰参加了这部分的开始工作。《D小调触技曲与赋格曲》的前三分之一不是动画，而是乐团演奏这部著作的景，随着音乐的发展，照明用的灯光是抽象式的，加上特殊的影子效果。演奏这段音乐的是费城交响乐团，但电影中可以看到的乐团并不是这个乐团，而是旧金山地方的音乐家，还有迪士尼公司的雇员模仿音乐家演奏。
- 《胡桃夹子组曲》的背景是季节从夏季到秋季到冬季的转变。跳舞的是人物化了的仙子、鱼、花等。许多这些形象是非常精心制作的，使用的技术包括干画笔和喷笔。
- 《春之祭》里描写的是地球从它的形成到第一批生物的出现到恐龙时代和恐龙消失的历史。史前的动物基本上是按原形来描绘的。为了显示火山、沸腾的岩浆和地震等现象画家们使用了一系列复杂的特技效应。
- 此后的一段很短的片子叫做“与录音会面”，其内容是声音是如何以波的形式被录音成《幻想曲》的。这部分的动画给予录音一个特殊的和有趣的性格。
- 贝多芬的《第六交响曲》的动画中描写希腊神话中的人马和女人马（这是迪士尼公司的一个发明）、一匹飞马和它的全家以及奥林匹斯山脉上的众神。酒神狄俄尼索斯召集众神参加一个宴会，但这场宴会却不欢而散因为宙斯用雷来击众神以取欢。
- 《时辰之舞》诙谐地描绘鸵鸟、河马、大象和鳄鱼试图跳真的时辰之舞。这个疯狂的嘗試在迪士尼的动画片中是極為罕见的。
- 《荒山之夜》中的魔鬼查立保Chernabog的生动性和强烈性也是迪士尼动画片中少有的。迪士尼雇佣了贝拉·路高西作为这个形象的原形。路高西在迪士尼的摄影棚中待了数日，做魔鬼的样子，这些行动被拍摄下来作为后来动画中魔鬼的原形。
- 突然传来得教堂钟声中止了群魔乱舞。电影的镜头突然转向远方：一队僧侣庄严地在舒伯特的音乐伴奏下在森林中持烛行进。这个镜头转移是迪士尼动画中最有效的多平面动画摄影之一。这些僧侣必须非常细致地描画，因为镜头拍得非常近，在一个大荧幕上，即使很小的错误也会影响观众的感觉。最后又一次用多平面动画摄影的手段影片展现了一个美丽的日出。以这个壮观的景象影片结束。

## 上映
华特·迪士尼本来打算将幻想曲的上演搞成一次特别事件。观众要预订电影票才能观看这部电影。他为这部电影印刷了特殊的节目单，由他本人和斯托科夫斯基签名，来描写每一部分的美术、摄影、介绍、参加者等等。每个影院影场的四周和顶棚要装30个或更多喇叭来让观众感受幻声。这个上演过程不像是一次电影，而更像一次音乐会。除了泰勒的介绍外每次适当的上演还包括《春之祭》和“与录音会面”的一个15分钟的休息。对美国动画片来说不寻常的还有，这部片子没有开始和结尾的感谢词和参加者名单。在休息期间在影院关闭的幕上仅有一个不动的字幕：
“幻想曲。华特·迪士尼公司1940年版权所有。Technicolor着色。雷電華電影公司出品。RCA声音系统。”

## 发行
1940年华特·迪士尼公司自己以“巡回演出版”的形式发行了幻想曲，因为公司的发行社不愿接受这部电影。1940年11月13日该片在纽约首演。影片的最后一段是在当天拍摄的，在当天用飞机送到纽约，在首演前四小时接到电影上去的。主要由于大多数影院无法装备这么多喇叭和音响装备以及由于此时对美国来说第二次世界大战即将爆发，只有12个影院放映了带幻声的全片，而且这个版本只被印了16次。对华特·迪士尼来说，《幻想曲》是一次经济错误，这就是为什么他此后拍摄了一部比较便宜的片子：《小飞象》。
1941年1月29日《幻想曲》正式公演。迪士尼的发行商还是接受了这个片子。他们将片子的录音改为单声道，在电影休息时的字幕上加上了他们的标志。
1942年该公司将《幻想曲》从125分钟缩减到83分钟（《D小调触技曲与赋格曲》被整段删除，迪姆斯·泰勒的解說被缩减得无法再缩减）。这个版本在全美国发行（这是《幻想曲》第一次被广泛地发行）。不幸的是观众对它并不欣赏。
1947年《幻想曲》再次被出版，这次《D小调触技曲与赋格曲》又被加进去了，但迪姆斯·泰勒的解說片段仍然很短。这个版本是一般公众最熟悉的版本，此後大多数的版本都是在这个版本的基础上做的，因此它也被称为“一般发行版”。
一直到1967年的重发行这部影片始终未能将它的成本赚回来。1967年《幻想曲》突然在青少年和大学生中变得非常普及。许多这些年轻人在看这部电影的时候还服用大麻和LSD等非法毒品来“增强电影的感觉”。迪士尼因此将它的1967年重製版宣传为“时髦电影”，还为它设计了一个迷幻式的海报。这次重版是一次巨大的成功，尤其受到年轻人的欢迎。他们中许多人在放映时直接躺在屏幕下在那里看这部电影。
1969年的重製版把一匹黑色的人马去除掉了，原因是有人说这匹黑人马向一匹金发的白女人马献殷勤，有种族歧视的意味。
1982年重製时的录音技术已经获得了巨大的发展，因此迪士尼公司决定将整部片中的音乐重新用新的數位技术录音。这使得这部影片成为第一部用数字技术立体声录音的影片。此外迪姆斯·泰勒的解说被一个声音相似的解说所代替。1980年代的众多重製版一般都是在这个版本的基础上做的。
1990年为庆祝这部影片的50周年迪士尼决定重新使用一开始的幻声录音，使用所有还能使用的老的材料。整部影片被重新修复，使得它基本上与1947年的一般发行版类似。图像和幻声都被數位化了，因此观众可以听到列奥波尔德·斯托科夫斯基和他的费城交响乐团的原来录音。
最近的一个版本是影片的60周年DVD版本。迪士尼将1940年的125分钟的最早版本（巡回演出版）恢复了失去的迪姆斯·泰勒的整个解说，包括中间休息。可惜的是迪姆斯·泰勒的原来的解说大多数已经損坏无法修复，因此迪士尼聘请了一位播音员来做解说。此外贝多芬第六交响曲的部分场面镜头被拉近（用来消除黑人马的镜头）。这也是这部影片近年来最完整的一个版本。

## 评论
这部影片获得两项奥斯卡金像奖：
- 华特·迪士尼等为他们创立《幻想曲》而为电影录音所作出的杰出贡献。
- 列奥波尔德·斯托科夫斯基和他的助手们为他们对《幻想曲》中的音乐所作出的独特的贡献，由此他们扩展了电影作为一种娱乐和艺术的范围。

至今为止对评论界这部影片的评价不同。许多评论家赞赏这部影片，尤其其中的动画。这部影片被美国国家影片登记选为值得保存的影片之一。
其它的评论比较反面，尤其批评它“媚俗”，尤其贝多芬的那一段被批评得特别厉害。
古典音乐爱好者尤其批评对原作的裁截，尤其贝多芬的音乐被裁截得最厉害。依果·斯特拉文斯基是电影中所使用的音乐的唯一一位在生的作曲家，他对《春之祭》的裁截非常愤慨。
在北美洲这部电影常常被用来做儿童对古典音乐的启蒙。尤其恐龙的一段特别受小观众的青睐。有些拥有该电影的影音产品的父母会吃惊地发现他们的孩子会哼斯特拉文斯基的音乐。

## 新版
迪士尼本来希望《幻想曲》可以不断推陳出新，最好每年出一集新的，但这后来被证明太昂贵了。他想在新的版本中將一些场面以新的音乐和动画代替，使新的版本既讓人感到熟悉，又有些新的东西。但第二次世界大战的爆發和巨大的投资使得迪士尼未能在他生前完成这个计划。
1999年12月31日开始上映的《幻想曲2000》终于实现了他的计划。《幻想曲2000》使用了原版中魔术师的学徒一段，其它段落都是全新的。

## 影音产品的发行
本片在中国大陆由中录德加拉发行了英文版VCD，在台湾已经由博伟发行英语发音DVD（已绝版），在香港已经由洲立发行英、粤语DVD（已绝版），再版無粵配僅有中文字幕。
本片在美国由博伟发行过DVD（已绝版）。（本片70週年版本也未有國語發音版本）。
目前則有藍光BD版發行中。

## 电影原声带
本片电影原声带在台湾由滚石发行过电影原声带，现已绝版。

## 外部連結
- 互联网电影数据库（IMDb）上《Fantasia》的资料（英文）
- TCM电影资料库上《Fantasia》的资料（英文）
- AllMovie上《Fantasia》的资料（英文）
- 豆瓣电影上《Fantasia》的資料 （简体中文）
- 爛番茄上《Fantasia》的資料（英文）
- Box Office Mojo上《Fantasia》的資料（英文）
- 大卡通資料庫上《Fantasia》的資料（英文）